# Badanwara
Badanwara fou un estat tributari de l'Índia al Rajasthan. Era un istimrari de Jodhpur i el governava el clan Jodha dels rathors rajputs. El formaven 27 pobles. Fou concedit al thakur Suraj Mal, segon fill de Idaibhan Singh I de Bhinai.

## Llista de governants
- Suraj Mal
- Amar Singh
- Bahadur Singh
- Akhay Singh
- Abhay Singh
- Pratap Singh
- Suraj Mal II
- Ranjit Singh (fill adoptiu el 1852, nascut Kunwar Bharat Singh de Kalyanpura) mort 4-4-1894
- Gaj Sinh 1894-?
- Ramasher Singh ?-1935